# Robo de armas del Cantón Norte
El Robo de armas del Cantón Norte, llamado por el M-19 "Operación Ballena Azul", fue un asalto armado por parte del grupo guerrillero colombiano Movimiento 19 de abril (M-19) a las instalaciones del Cantón Norte del Ejército Nacional de Colombia en Bogotá el 31 de diciembre de 1978. Por órdenes de Jaime Bateman Cayón, un comando de guerrilleros del M-19 penetraron las instalaciones militares y sustrajeron una cuantiosa cantidad de armas, que se calcula alcanzaban las 5 mil unidades, (incluyendo el fusil de Camilo Torres Restrepo).
El robo del Cantón Norte, principal depósito de armas de las Fuerzas Militares de Colombia, significó una burla para el gobierno ante la opinión pública.

## Historia

### Preparación
El M-19 comenzó a desarrollar el asalto al Cantón Norte desde 1975, fecha en que secuestraron al empresario estadounidense Donald Cooper, gerente de Almacenes Sears. Con el dinero pagado por el rescate, el 26 de octubre de 1976, los guerrilleros del M-19 compraron una comercializadora de artículos médicos que llamaron "Produmédicos" y constituyeron legalmente. Con dicho negocio financiaban sus gastos y obtenían liquidez, además de que lograron hacer contactos de confianza en Sanidad Militar, rama del Ejército Nacional encargada de distribuir productos médicos.
La esposa de Rafael Arteaga, Esther Morón, trabajaba como la representante legal. Las oficinas estuvieron localizadas en la carrera 7a. # 13-65. En septiembre de 1978, Arteaga fue contactado por Jaime Bateman Cayón para presentarle su idea de robar el depósito de armas del Cantón Norte. Arteaga aceptó y según el plan, el 18 de octubre adquirió una casa localizada frente a las instalaciones del Cantón Norte (separados por la carrera séptima), a donde se mudó Arteaga con su esposa y dos hijos.
La idea de Bateman surgió a raíz de los sucesos del Paro cívico Nacional de 1977. Durante varias reuniones hechas entre Bateman y los mandos del grupo guerrillero, se determinó que se debía contar con un poderoso arsenal, en caso de que ocurriera otro evento similar al del paro cívico, dada trascendencia de este mismo a nivel nacional. 
Mientras los Arteaga aparentaban una vida familiar, desde la misma casa, cerca de 40 guerrilleros del M-19 se dedicaron a construir un túnel que pasaba desde la casa, por debajo de la calle, hacia el Cantón Norte. Los insurgentes sacaban las grandes cantidades de tierra en bolsas que transportaban en vehículos y ocultaban el ruido de las máquinas con música a todo volumen. Tras 73 días de excavaciones los guerrilleros se toparon con el piso interior del depósito de armas.

### Asalto
En la noche del 30 de diciembre los guerrilleros simularon una fiesta y distrajeron a los soldados, mientras tanto sustrajeron los 10 primeros fusiles. Regresaron por más en la mañana del 31 de diciembre y sacaron 400, hasta la noche del 1 de enero cuando completaron el robo; según datos del Ejército Nacional, llegaron a totalizar unas 5700 armas.

### Consecuencias
El M-19 dio la noticia el 2 de enero de 1979, al lanzar un panfleto impreso en mimeógrafo. Miembros del Ejército Nacional se percataron del robo el 2 de enero. Los altos mandos militares organizaron una represión en contra del M-19, ordenada por el gobierno de Julio César Turbay, la cual derivó en violaciones a los derechos humanos, amparadas en el Estatuto de Seguridad.
Un total de 219 responsables fueron juzgados en noviembre de 1979, entre ellos, uno de sus jefes máximos, Carlos Toledo Plata son juzgados en rebeldía. Este proceso militar masivo, fue el más grande e importante en América Latina.
La mayoría de las armas fue recuperada en rápidas acciones a los pocos días de hurtadas, pero el golpe psicológico y de opinión fue incalculable. Muchos de los miembros  del M-19 fueron encarcelados, y sus redes militares desarticuladas. Un total de 300 a 350 miembros del M-19, fueron detenidos en el marco del Estado de Seguridad, muchos de los cuales habrían sido víctimas de tortura física y en muchos casos de ejecuciones extrajudiciales y desaparición forzada, lo cual generó una crisis de violaciones de Derechos Humanos en el país, lo cual ocasiona por consiguiente que se perpetue la Toma de la embajada de la República Dominicana, el 27 de febrero de 1980 por parte del M-19.